# Florence Roberts
Pour les articles homonymes, voir Roberts.
Ne pas confondre avec l'actrice américaine de théâtre Florence Roberts (en) (1871-1927).

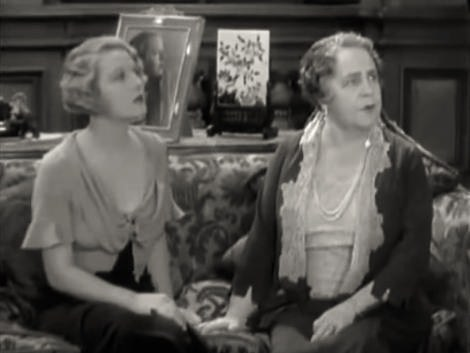
Avec Dorothy Mackaill (à g.), dans Kept Husbands (1931)

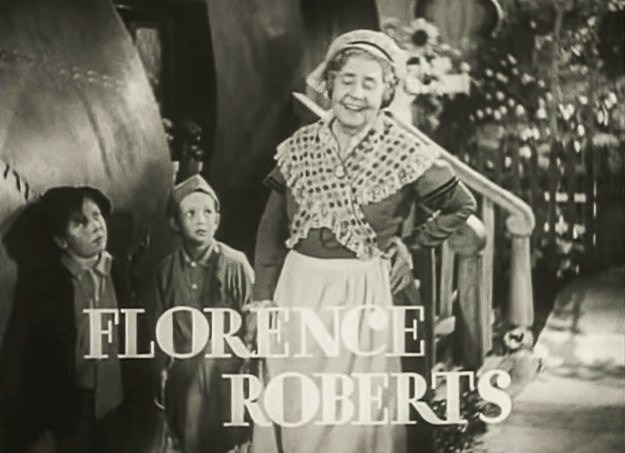
Dans Un jour une bergère (1934)

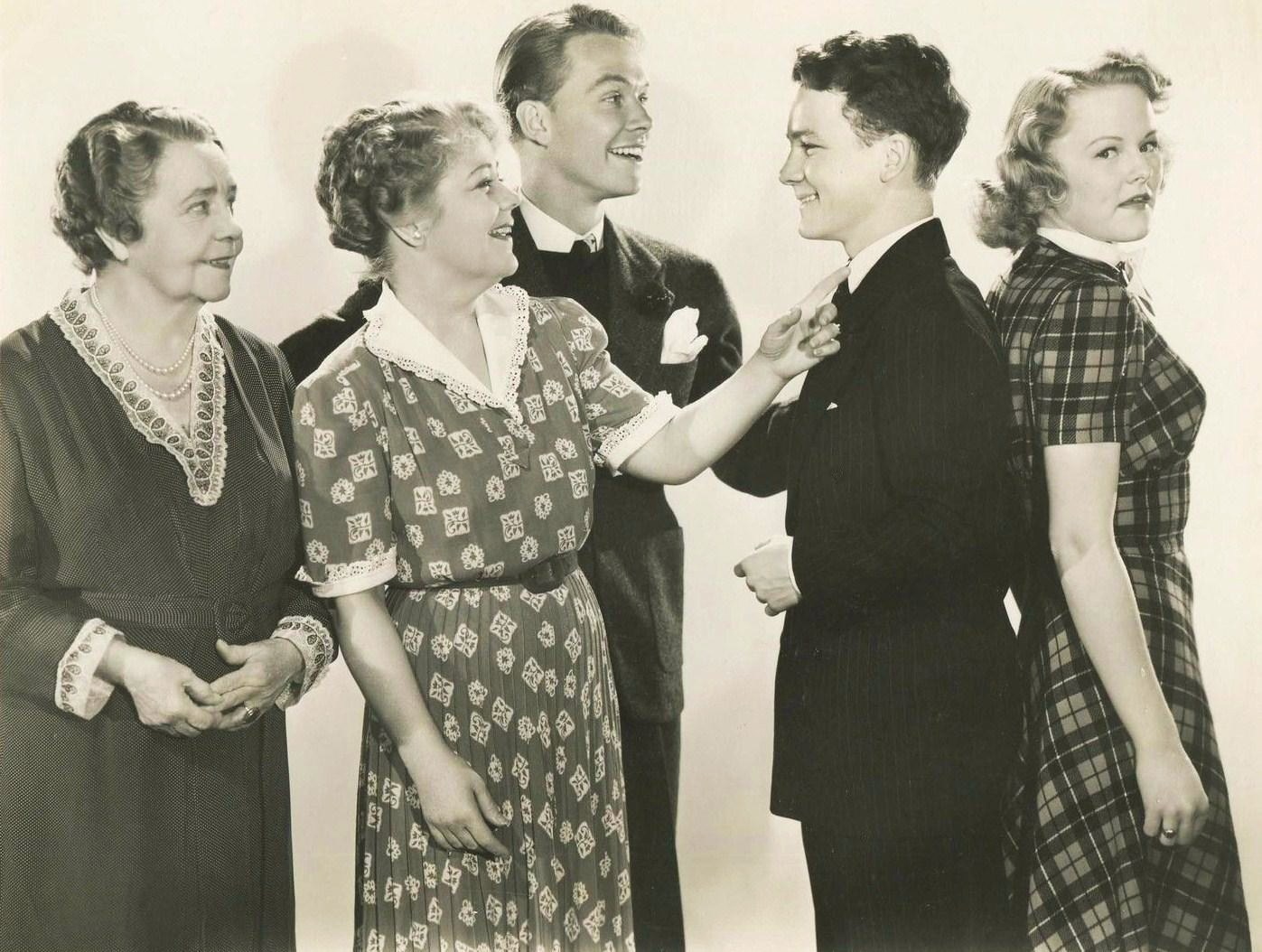
De g. à d. : Florence Roberts, Spring Byington, Kenneth Howell, George Ernest et June Carlson, dans On Their Own (1940, photo promotionnelle)

Florence Roberts est une actrice américaine, née le 16 mars 1861 à Frederick (Maryland), morte le 6 juin 1940 à Los Angeles — quartier d'Hollywood (Californie).

## Biographie
D'abord actrice de théâtre, Florence Roberts joue notamment à Broadway (New York), où elle débute en 1907 dans The Struggle Everlasting d'Edwin Milton Royle, aux côtés d'Arthur Byron et DeWitt Jennings. Suivent là trois autres pièces, la dernière en 1917 étant The Claim de Charles Kenyon et Frank Dare, avec Walter Baldwin et Charles Halton.
Cette même année 1917, sortent deux courts métrages muets américains où elle apparaît pour la première fois au cinéma. Elle tourne cinq autres films muets, dont trois sud-africains, tel Allan Quatermain d'Horace Lisle Lucoque (1919). Son dernier film muet est The Best People de Sidney Olcott (avec Warner Baxter et Esther Ralston), sorti en 1925.
Après le passage au parlant, Florence Roberts entame sa période principale à l'écran, avec soixante-et-onze films américains. Le premier est The Eyes of the World d'Henry King (1930, prologue avec Eulalie Jensen), suivi entre autres par Chanteuse de cabaret d'Alexander Hall et George Somnes (1933, avec Claudette Colbert et Ricardo Cortez), Un jour une bergère de Gus Meins et Charley Rogers (1934, avec Laurel et Hardy), Les Misérables de Richard Boleslawski (1935, avec Fredric March et Charles Laughton), La Vie d'Émile Zola de William Dieterle (1937, avec Paul Muni et Gloria Holden), ou encore Abraham Lincoln de John Cromwell (1940, avec Raymond Massey et Ruth Gordon), un de ses ultimes films.
Fait particulier, elle est la grand-mère Ida Jones dans seize films (1936-1940) d'une série cinématographique consacrée à la famille Jones (en) (avec Spring Byington), dont Quick Millions de Malcolm St. Clair (1939). Le dernier de cette série est On Their Own d'Otto Brower, sorti le 17 mai 1940, moins d'un mois avant sa mort.

## Théâtre à Broadway
- 1907 : The Struggle Everlasting d'Edwin Milton Royle : « le corps »
- 1910 : Jim the Penman de Charles L. Young, mise en scène de Lawrence Marston
- 1910 : Dora (Diplomacy) de Victorien Sardou, adaptation de George Pleydell
- 1917 : The Claim de Charles Kenyon et Frank Dare

## Filmographie partielle
(films américains, sauf mention contraire)
- 1917 : A Wise Dummy de Craig Hutchinson (court métrage)
- 1919 : Allan Quatermain d'Horace Lisle Lucoque : Mme McKenzie (film sud-africain)
- 1922 : La Somnambule (Sleepwalker) d'Edward LeSaint : Mme Fabian Dumond
- 1925 : The Best People de Sidney Olcott
- 1930 : The Eyes of the World d'Henry King : la servante (prologue)
- 1930 : Grandma's Girl de Mack Sennett : la grand-mère Martin (court métrage)
- 1931 : Kept Husbands de Lloyd Bacon : Mme Henrietta Parker
- 1931 : Too Many Cooks de William A. Seiter : la mère Cook
- 1931 : Bachelor Apartment de Lowell Sherman : Mme Halloran
- 1931 : Everything's Rosie de Clyde Bruckman : Mme Lowe
- 1931 : Her Majesty, Love de William Dieterle : la grand-mère
- 1931 : Fanny Foley Herself
- 1932 : Make Me a Star de William Beaudine : Mme Gashwiler
- 1932 : The Hollywood Handicap de Charles Lamont (court métrage)
- 1932 : Officer Thirteen de George Melford : la grand-mère
- 1933 : Dangerously Yours de Frank Tuttle : Mme Lathem
- 1933 : Darling Daughters de Christy Cabanne : la grand-mère Ginger Hemingway
- 1933 : Chanteuse de cabaret (Torch Singer) d'Alexander Hall et George Somnes (en) : mère Angélique
- 1933 : Croisière sentimentale (Melody Cruise) de Mark Sandrich : Mlle Potts
- 1933 : Le Cantique des cantiques (The Song of Songs) de Rouben Mamoulian : une cliente de la librairie
- 1933 : Toujours dans mon cœur (Ever in My Heart) d'Archie Mayo : Eunice
- 1933 : Houp là (Hoopla) de Frank Lloyd : « Ma » Benson
- 1934 : Cléopâtre (Cleopatra) de Cecil B. DeMille : Lady Flora
- 1934 : Sons of Steel de Charles Lamont : Sarah Mason
- 1934 : Student Tour de Charles Reisner
- 1934 : Rapt d'enfant (Miss Fane's Baby Is Stolen) d'Alexander Hall
- 1934 : Un jour une bergère (Babes in Toyland) de Gus Meins et Charley Rogers : la veuve Peep
- 1935 : Rocky Mountain Mystery de Charles Barton : Mme Ballard
- 1935 : Public Opinion de Frank R. Strayer : Mme Buttons
- 1935 : Les Misérables (titre original) de Richard Boleslawski : Toussaint
- 1935 : Every Night at Eight de Raoul Walsh : Mme Murgatroyd
- 1935 : Harmony Lane (en) de Joseph Santley : Mme Foster mère
- 1935 : Accent on Youth (en) de  Wesley Ruggles : Mme Benham
- 1936 : Every Saturday Night de James Tinling
- 1936 : Le Médecin de campagne (The Country Doctor) de Henry King : la grand-mère
- 1936 : Back to Nature de James Tinling
- 1936 : Educating Father de James Tinling : la grand-mère Ida Jones
- 1937 : La Vie d'Émile Zola (The Life of Emile Zola) de William Dieterle : Mme Zola mère
- 1937 : Borrowing Trouble de Frank R. Strayer : la grand-mère Ida Jones
- 1937 : Nobody's Baby de Gus Meins : Mme Mason
- 1938 : A Trip to Paris de Malcolm St. Clair : la grand-mère Ida Jones
- 1938 : Personal Secretary d'Otis Garrett : Mme J. J. Farrell
- 1938 : Tempête (The Storm) de Harold Young : Mme Roberts
- 1939 : Quick Millions de Malcolm St. Clair : la grand-mère Ida Jones
- 1940 : Abraham Lincoln (Abe Lincoln in Illinois) de John Cromwell : Mme Bowling Green
- 1940 : Double Alibi (en) de Phil Rosen : la propriétaire
- 1940 : On Their Own (en) d'Otto Brower : la grand-mère Ida Jones